# حير جاموس صغير
حير جاموس صغير قرية سورية تتبع ناحية سلقين في منطقة حارم في محافظة إدلب. بلغ عدد سكانها 432 نسمة في عام 2004 حسب إحصاء المكتب المركزي للإحصاء.